# Новая изумрудная компания
Новая изумрудная компания (англ. The New Emeralds Company) — англо-французская горнодобывающая компания с ограниченной ответственностью, ведущий игрок на рынке изумрудов в конце XIX — начале XX веков.

## Собственники
Учредителями «Новой изумрудной компании» выступили Эдвард Бэмет, Франк Эмаблем Мори, князь Кассана.
В 1898 году «Новая изумрудная компания» эмитировала 100 тыс. акций по одному фунту стерлингов каждая.
Акционерами выступили инвесторы разных стран, в том числе и из России.

## Руководство
Директор «Новой изумрудной компании» Жоли, постоянно проживал на Ревдинской даче Екатеринбургского уезда.

## Организация
Главный офис компании находился в Лондоне.
Сферой деятельности компании становится Урало-Сибирский регион.
В уставе компании определялись следующие основные направления деятельности:
1. покупать, брать в аренду или путем обмена приобретать и разрабатывать рудники и минералы, земли, всякого рода угодья;
2. подписываться на паи, акции или облигации всякой компании, занимающейся делами, входящими в цели «Новой изумрудной компании»;
3. заниматься выпуском облигаций с целью получения прибыли;
4. продавать, улучшать, развивать, отдавать в аренду, закладывать все имущество или какую-либо его часть, права компании.

## История

### Изумрудные копи Урала
Крупнейшее в России месторождение «Изумрудные копи Урала» было открыто в начале 1830-х годов.
Участок добычи изумрудов имел длину более 20 км и ширину более километра.
Здесь было расположено несколько богатых месторождений, в том числе знаменитое Малышевское.
За первое столетие разработки (до Октябрьской революции) в Уральских копях было добыто более десяти тонн драгоценных камней.
С 1830-х по 1862 год Уральские копи — казённые прииски; в 1862—1919 годах — в частной аренде «Новой изумрудной компании»; национализированы в 1920 году; с 1991 года — в коммерческом использовании.

### Новая изумрудная компания
«Новая изумрудная компания» была образована в Англии 6 октября 1898 года в форме общества с ограниченной ответственностью.
В 1899 году «Изумрудные копи Урала» были взяты в аренду «Новой изумрудной компанией», и активно разрабатывавшей месторождение до 1914 года.
С началом Первой мировой войны работы компании прекратились.
Вплоть до национализации добычу вели мелкие артели и старатели одиночки.
После распада СССР на месторождении работало ОАО «Изумрудные копи Урала».

## Показатели деятельности
В целом деятельность компании была убыточной.
Главными причинами отсутствия дохода руководство компании считало массовое хищение на промыслах, о чём даже жаловалось Николаю II, в том числе, указывая конкретных скупщиков краденного, например, французского гражданина Пьера Нуррисона, а также более пристальное, чем к национальным компаниям, вниманием государственных служащих.
Начиная с 1897 года, когда был заключён договор с казной об аренде уральского месторождения, акционеры не получали никаких дивидендов.
Особо неблагоприятным, судя по отчётности, стал 1901 год.
Тем не менее 1904 году «Новая изумрудная компания» продала в Париже добытых необработанный драгоценных камней на сумму 44 643 франка, в 1905 году — на сумму 286 292 франка.

## Настоящее время
По сообщению агентства Интерфакс, распространённому среди подписчиков в октябре 2017 года, госкорпорация «Ростех», в данный момент распоряжающаяся приисками, к 2025 году на подконтрольных ей месторождениях в Свердловской области планирует в десять раз увеличить объемы производства бериллиевых концентратов для производства бериллия, металла, который используется в оборонной промышленности, атомной энергетики и космической отрасли.
Агентство РБК, ссылаясь на Росстех, извещает о намерении компании значительно увеличить также добычу изумрудов и александритов.  В сообщении Ростеха отмечается, что работающее в регионе подразделение Калининградского янтарного комбината (ОП «Малышева») будет преобразовано в самостоятельную компанию — АО «Мариинский прииск», в развитие которого планируется вложить почти 5 млрд руб. 
Как следует из той же публикации РБК, ОП (обособленное подразделение) «Малышева»  является уникальным российским предприятием по промышленной добыче изумрудов и бериллов, которая ведется на одном из крупнейших в Евразии Малышевском месторождении изумрудов. Кроме того, на Малышевском месторождении также добываются хризобериллы, александриты, фенакит, флогопит и руды лития, рубидия и цезия. В 2017 г., по данным агентства, на руднике каждый день добывают в среднем 1,5 кг изумрудов, 30 кг бериллов и 100 г александритов.